# Esquadrão N.º 56 da RAF
O Esquadrão N.º 56, apelidado de Firebirds pela sua capacidade de sempre reaparecer intacto, independentemente das probabilidades, é um dos mais antigos e bem - sucedidos esquadrões da Real Força Aérea, com honras de batalha de muitas das campanhas aéreas significativas na Primeira e no Segunda Guerra Mundial.
Durante a Primeira Guerra Mundial, o esquadrão teve muitos ases entre suas fileiras, como James McCudden, Albert Ball, Reginald Hoidge e Arthur Rhys-Davids, desenvolvendo uma reputação feroz para a unidade. Na Segunda Guerra Mundial, eles lutaram na Batalha da Grã-Bretanha e operaram como uma unidade de caça-bombardeiro bem-sucedida durante a maior parte da guerra. Na década de 1960, o esquadrão tinha a sua própria equipa de exibição acrobática, 'The Firebirds', que consistia em nove English Electric Lightning F.1As, que participou de muitos espectáculos aéreos. De março de 1976 a julho de 1992, o esquadrão operou o McDonnell Douglas Phantom FGR.2, voando a partir de RAF Wattisham, Suffolk, tornando-se a penúltima unidade a usar esta aeronave. Até 18 de abril de 2008, o esquadrão foi a Unidade de Conversão Operacional para o Panavia Tornado F.3 na RAF Leuchars, em Fife.
Em março de 2020, o esquadrão ficou baseado em RAF Waddington, Lincolnshire, e serve como Unidade de Avaliação Operacional de Inteligência, Vigilância e Reconhecimento do Comando Aéreo (AIR C2ISR OEU) para a RAF, uma função que desempenha desde 22 de abril de 2008.

## Aeronaves operadas
As aeronaves operadas pelo esquadrão incluem:
- Royal Aircraft Factory B.E.2c (1916–1917)
- Royal Aircraft Factory B.E.2e (1916–1917)
- Royal Aircraft Factory B.E.12 (1916–1917)
- Curtiss Scout (1916–1917)
- Bristol Scout (1916–1917)
- Sopwith 1½ Strutter (1916–1917)
- Royal Aircraft Factory S.E.5 (1917–1917)
- Royal Aircraft Factory S.E.5a (1917–1919)
- Sopwith Snipe (1920–1924)
- Gloster Grebe Mk.II (1924–1927)
- Armstrong Whitworth Siskin Mk.IIIa (1927–1932)
- Bristol Bulldog Mk.IIa (1932–1936)
- Gloster Gauntlet Mk.II (1936–1937)
- Gloster Gladiator Mk.I (1937–1938)
- Hawker Hurricane Mk.I (1938–1941)
- Hawker Hurricane Mk.IIa (1941–1942)
- Hawker Hurricane Mk.IIb (1941–1942)
- Hawker Typhoon Mk.Ia (1941–1942)
- Hawker Typhoon Mk.Ib (1942–1944)
- Hawker Hurricane Mk.I (1942–1944)
- de Havilland Tiger Moth Mk.II (1942–1944)
- Supermarine Spitfire Mk.IX (1944–1944)
- Hawker Tempest Mk.V (1944–1946)
- Gloster Meteor F.3 (1946–1948)
- North American Harvard (1947–1947)
- Airspeed Oxford (1947–1949)
- Gloster Meteor F.4 (1948–1950)
- Gloster Meteor F.7 (1949–1955)
- Gloster Meteor F.8 (1950–1960)
- de Havilland Vampire T.11 (1954–1959)
- Supermarine Swift F.1 (1954–1955)
- Supermarine Swift F.2 (1954–1955)
- Hawker Hunter F.5 (1955–1958)
- Gloster Meteor F.7 (1957–1960)
- Hawker Hunter F.6 (1958–1961)
- Hawker Hunter T.7/T.7A (1959–1966)
- English Electric Lightning F.1A (1960–1965)
- English Electric Lightning T.4 (1963–1966)
- English Electric Lightning F.3 (1965–1975)
- English Electric Lightning T.5 (1965–1976)
- English Electric Lightning F.1A (1966–1966)
- English Electric Canberra B.2 (1968–1975)
- English Electric Canberra T.4 (1968–1975)
- English Electric Lightning F.3 (1975–1976)
- English Electric Lightning F.6 (1971–1976)
- McDonnell Douglas Phantom FGR.2 (1976–1992)
- Panavia Tornado F.3 (1992–2008)
- Boeing E-3D Sentry AEW.1 (2008–presente)
- Raytheon Sentinel R.1 (2008–presente)
- Hawker Siddeley Nimrod R.1 (2008–2011)
- Hawker Siddeley Nimrod MR.2 (2008–2011)
- BAE Systems Nimrod MRA.4 (2008–2010)
- Hawker Beechcraft Shadow R.1 (2009–presente)
- Boeing RC-135W Airseeker R.1 (Jan 2011–presente)